# Max Coltheart
Max Coltheart AM (* 16. April 1939 in Melbourne) ist ein australischer Psychologe, ehrenamtlicher Professor an der School of Psychology der University of Queensland und emeritierter Professor für Kognitionsforschung an der Macquarie University. Er formulierte das Dual Route Model des Lesens, welches von einer lexikalischen und einer nicht-lexikalischen Verarbeitungsroute von visuell wahrgenommenen Wörtern ausgeht.

## Biographie
Max Coltheart absolvierte 1957 seinen Schulabschluss an der Bega High School. Anschließend studierte er an der University of Sydney Philosophie und Psychologie. 1987 wurde er Professor für Psychologie an der Macquarie University und später Leiter des Macquarie Centre for Cognitive Science. Aktuell beschäftigt er sich mit Neuropsychologie und Computationaler Psychologie. 2002 wurde er korrespondierendes Mitglied der British Academy.
2001 erhielt er die Centenary Medal und 2010 wurde er zum Member des Order of Australia ernannt.